# Списак епизода серије Место злочина

## Циклус 1 (2000—2001)
| Лик                | Глумац            | Главни       | Епизодни                        |
| ------------------ | ----------------- | ------------ | ------------------------------- |
| др. Гилберт Грисом | Вилијам Питерсон  | цео циклус   |                                 |
| Кетрин Вилоуз      | Марџ Хелгенбергер | цео циклус   |                                 |
| Холи Грибс         | Чандра Вест       | епизоде 1-2  |                                 |
| Сара Сајдл         | Џорџа Фокс        | епизоде 2-23 |                                 |
| Ворик Браун        | Гери Дурдан       | цео циклус   |                                 |
| Николас Стоукс     | Џорџ Идс          | цео циклус   |                                 |
| Џејмс Брас         | Пол Гилфојл       | цео циклус   |                                 |
| Грегори Сандерс    | Ерик Сзманда      |              | епизоде 1,3-9,11-23             |
| др. Алберт Робинс  | Роберт Дејвид Хол |              | епизоде 6-8,10-11,13-23         |
| др. Дејвид Филипс  | Дејвид Берман     |              | епизоде 5-7,9-12,14,17-18,20-21 |

- 1. Хладна размена -1. део-
- 2. Хладна размена -2. део-
- 3. Сандук и сахрана
- 4. Обећавајући господин Џонсон
- 5. Пријатељи и љубавници
- 6. Ко си ти?
- 7. Капи крви
- 8. Анониман
- 9. Непријатељски
- 10. Секс,лажи и ларве
- 11. И15 убиства
- 12. 500 °C
- 13. Бум
- 14. Преполови и придржи
- 15. Стони улаз
- 16. Превиша мисли за умирање
- 17. Потисак лица
- 18.35000 $
- 19. Нежно,нежно
- 20. Звуци тишине
- 21. Правда је задовољена
- 22. Дан процене
- 23. Стрипер-давитељ

## Циклус 2 (2001—2002)
| Лик                | Глумац            | Главни     | Епизодни                          |
| ------------------ | ----------------- | ---------- | --------------------------------- |
| др. Гилберт Грисом | Вилијам Питерсон  | цео циклус |                                   |
| Кетрин Вилоуз      | Марг Хелгенбергер | цео циклус |                                   |
| Ворик Браун        | Гери Дурдан       | цео циклус |                                   |
| Николас Стоукс     | Џорџ Идс          | цео циклус |                                   |
| Сара Сајдл         | Џорџа Фокс        | цео циклус |                                   |
| Џејмс Брас         | Пол Гилфојл       | цео циклус |                                   |
| Грегори Сандерс    | Ерик Сзманда      |            | епизоде 1-21,23                   |
| др. Алберт Робинс  | Роберт Дејвид Хол |            | цео циклус                        |
| др. Дејвид Филипс  | Дејвид Берман     |            | епизоде 3-6,8-9,12,15,17-18,20-21 |

- 1. Угушен
- 2. Хаос теорија
- 3. Преоптерећење
- 4. Насиље за тебе
- 5. Скуба-Дуби ду
- 6. Мењај момке
- 7. Кавез
- 8. Робље Лас Вегаса
- 9. И онда није било никог
- 10. Ели
- 11. Верглаш
- 12. Добио си мушкост
- 13. Криза идентитета
- 14. Прст
- 15. Терет доказа
- 16. Прво:Не чини лоше
- 17. Елитни монах
- 18. Потера аутобуса
- 19. Ухода
- 20. Мачке у колевци
- 21. Анатомија лажи
- 22. Ван надлежности
- 23. Гладни уметник

## Циклус 3 (2002—2003)
| Лик                | Глумац            | Главни     | Епизодни                          |
| ------------------ | ----------------- | ---------- | --------------------------------- |
| др. Гилберт Грисом | Вилијам Питерсон  | цео циклус |                                   |
| Кетрин Вилоуз      | Марџ Хелгенбергер | цео циклус |                                   |
| Ворик Браун        | Гери Дурдан       | цео циклус |                                   |
| Николас Стоукс     | Џорџ Идс          | цео циклус |                                   |
| Сара Сајдл         | Џорџа Фокс        | цео циклус |                                   |
| Грегори Сандерс    | Ерик Сзманда      | цео циклус |                                   |
| др. Алберт Робинс  | Роберт Дејвид Хол | цео циклус |                                   |
| Џејмс Брас         | Пол Гилфојл       | цео циклус |                                   |
| Дејвид Хоџис       | Валас Ленхам      |            | епизоде 11,13,19-20,22-23         |
| др. Дејвид Филипс  | Дејвид Берман     |            | епизоде 3-6,8-9,12,15,17-18,20-21 |

- 1. Освета се најбоље служи хладна
- 2. Оптужени има право
- 3. Пусти продавца да чува
- 4. Мало убиство
- 5. Отворени леш
- 6. Погубљење Кетрин Вилоуз
- 7. Ноћна туча
- 8. Бурмут
- 9. Крвава жеља
- 10. Високо и ниско
- 11. Рецепт за убиство
- 12. Добијено убиство
- 13. Насумични чинови насиља
- 14. Један чудан ударац
- 15. Кутија леди Хедер
- 16. Срећни ударац
- 17. Слупај и спали
- 18. Драгоцени метал
- 19. Ноћ у биоскопу
- 20. Последњи осмех
- 21. Заувек
- 22. Играње с' ватром
- 23. Унутар кутије

## Циклус 4 (2003—2004)
| Лик                | Глумац            | Главни     | Епизодни                   |
| ------------------ | ----------------- | ---------- | -------------------------- |
| др. Гилберт Грисом | Вилијам Питерсон  | цео циклус |                            |
| Кетрин Вилоуз      | Марџ Хелгенбергер | цео циклус |                            |
| Ворик Браун        | Гери Дурдан       | цео циклус |                            |
| Николас Стоукс     | Џорџ Идс          | цео циклус |                            |
| Сара Сајдл         | Џорџа Фокс        | цео циклус |                            |
| Грегори Сандерс    | Ерик Сзманда      | цео циклус |                            |
| др. Алберт Робинс  | Роберт Дејвид Хол | цео циклус |                            |
| Џејмс Брас         | Пол Гилфојл       | цео циклус |                            |
| Дејвид Хоџис       | Валас Ленхам      |            | епизоде 1-7,11-13,17,20-22 |
| др. Дејвид Филипс  | Дејвид Берман     |            | епизоде 1-3,7,9-10,12-22   |

- 1. Претпостављено ништа (1. део)
- 2. Све за нашу земљу (2. део)
- 3. Код кућа
- 4. Осећање топлине
- 5. Крзно и презирање
- 6.Џек
- 7. Невидљиви докази
- 8. После емисије
- 9. Грисом против вулкана
- 10. Долазак беса
- 11. Једанаест бесних поротника
- 12. Лептирано
- 13. Наивчине
- 14. Папир од пластике
- 15. Рано котрљање
- 16. Кретање
- 17. ХХ
- 18. Лоше до коске
- 19. Лоше речи
- 20. Драги
- 21. Искључи пропелере
- 22. Нема више опклада
- 23. Крвне везе

## Циклус 5 (2004—2005)
| Лик                | Глумац            | Главни     | Епизодни                       |
| ------------------ | ----------------- | ---------- | ------------------------------ |
| др. Гилберт Грисом | Вилијам Питерсон  | цео циклус |                                |
| Кетрин Вилоуз      | Марџ Хелгенбергер | цео циклус |                                |
| Ворик Браун        | Гери Дурдан       | цео циклус |                                |
| Николас Стоукс     | Џорџ Идс          | цео циклус |                                |
| Сара Сајдл         | Џорџа Фокс        | цео циклус |                                |
| Грегори Сандерс    | Ерик Сзманда      | цео циклус |                                |
| др. Алберт Робинс  | Роберт Дејвид Хол | цео циклус |                                |
| Џејмс Брас         | Пол Гилфојл       | цео циклус |                                |
| Дејвид Хоџис       | Валас Ленхам      |            | епизоде 1,5-6,9-11,14,19,21-24 |
| Софија Куртис      | Луиз Ломбард      |            | епизоде 7-8,10,12,14-15,18,21  |
| др. Дејвид Филипс  | Дејвид Берман     |            | епизоде 1-5,7-19,22-25         |
| Хенри Ендрус       | Џон Велнер        |            | епизода 23                     |

- 1. Живео Лас Вегас
- 2. Низ одвод
- 3. Жетва
- 4. Вранине ноге
- 5. Трампа меса
- 6. Шта једе Гилберт Грисом?
- 7. Формалности
- 8. П-П-Промена
- 9. Моја кривица
- 10.Људи нису умешани
- 11. Ко је убио Шерлока?
- 12. Змије
- 13. Марионета
- 14. Неподношљиво
- 15. Краљ беба
- 16. Велика средина
- 17. Принуда
- 18. Варница живота
- 19.4х4
- 20. Холивудски Брас
- 21. Починилац
- 22. Жалосна врба
- 23. Смрзнуто
- 24. Гробна опасност -1. део-
- 25. Гробна опасност -2. део-

## Циклус 6 (2005—2006)
| Лик                | Глумац            | Главни     | Епизодни                               |
| ------------------ | ----------------- | ---------- | -------------------------------------- |
| др. Гилберт Грисом | Вилијам Питерсон  | цео циклус |                                        |
| Кетрин Вилоуз      | Марџ Хелгенбергер | цео циклус |                                        |
| Ворик Браун        | Гери Дурдан       | цео циклус |                                        |
| Николас Стоукс     | Џорџ Идс          | цео циклус |                                        |
| Сара Сајдл         | Џорџа Фокс        | цео циклус |                                        |
| Грегори Сандерс    | Ерик Сзманда      | цео циклус |                                        |
| др. Алберт Робинс  | Роберт Дејвид Хол | цео циклус |                                        |
| Џејмс Брас         | Пол Гилфојл       | цео циклус |                                        |
| Дејвид Хоџис       | Валас Ленхам      |            | епизоде 1-2,4,6-11,18-22,24            |
| Софија Куртис      | Луиз Ломбард      |            | епизоде 1-2,4,6-9,11-14,16-18,20-22,24 |
| Венди Симс         | Лиз Вејси         |            | епизоде 6,8,10-12,15-19,21,23-24       |
| др. Дејвид Филипс  | Дејвид Берман     |            | цео циклус                             |
| Хенри Ендрус       | Џон Велнер        |            | епизоде 3-4,6,11,14,22,24              |

- 1. Тела у покрету
- 2. Собна услуга
- 3. Угризи ме
- 4. Пуцање звезда
- 5. Капљице смоле
- 6. Тајне и муве
- 7. Метак пролази кроз то -1. део-
- 8. Метак пролази кроз то -2. део-
- 9. Пас једе пса
- 10. Још увек живот
- 11. Вукодлаци
- 12. Татина ћеркица
- 13. Пољубац-пољубац,ћао-ћао
- 14. Убица
- 15. Пирати Трећег рајха
- 16. Горе у диму
- 17. Волим да гледам
- 18. Непознати субјекат
- 19. Опчињено
- 20. Ознака пуцња
- 21. Мајчни осип
- 22. Време твоје смрти
- 23. Бум-бум (1)
- 24. Начин за одлазак (2)

## Циклус 7 (2006—2007)
| Лик                | Глумац            | Главни     | Епизодни                         |
| ------------------ | ----------------- | ---------- | -------------------------------- |
| др. Гилберт Грисом | Вилијам Питерсон  | цео циклус |                                  |
| Кетрин Вилоуз      | Марџ Хелгенбергер | цео циклус |                                  |
| Ворик Браун        | Гери Дурдан       | цео циклус |                                  |
| Николас Стоукс     | Џорџ Идс          | цео циклус |                                  |
| Сара Сајдл         | Џорџа Фокс        | цео циклус |                                  |
| Грегори Сандерс    | Ерик Сзманда      | цео циклус |                                  |
| др. Алберт Робинс  | Роберт Дејвид Хол | цео циклус |                                  |
| Софија Куртис      | Луиз Ломбард      | цео циклус |                                  |
| Џејмс Брас         | Пол Гилфојл       | цео циклус |                                  |
| Дејвид Хоџис       | Валас Ленхам      |            | цео циклус                       |
| Венди Симс         | Лиз Вејси         |            | епизоде 2,8,11-15,17,19-20,23-24 |
| др. Дејвид Филипс  | Дејвид Берман     |            | епизоде 1,3-4,6-10,12-19,21-24   |
| Хенри Ендрус       | Џон Велнер        |            | епизоде 3,13,19-20               |

- 1. Направљен да убије -1. део-
- 2. Направљен да убије -2. део-
- 3. Ознаке ножних прстију
- 4. Цмоктање задњице
- 5. Дупли прелаз
- 6. Прегорео
- 7. Посмртно
- 8. Случајно
- 9. Жива легенда
- 10.луди мотиви
- 11. Напуштање Лас Вегаса
- 12. Слатка Џејн
- 13. Д добош
- 14. Месно тржиште
- 15. Закон гравитације
- 16. Чудовиште у кутији
- 17. Пали идоли
- 18. Празне очи
- 19. Велики пуцњи
- 20. Лабораторијски пацови
- 21. Срећно завршавање
- 22. Гуштеров знак
- 23. Добро,лоше и доминација
- 24. Жива лутка (1)

## Циклус 8 (2007—2008)
| Лик                | Глумац            | Главни      | Епизодни                 |
| ------------------ | ----------------- | ----------- | ------------------------ |
| др. Гилберт Грисом | Вилијам Питерсон  | цео циклус  |                          |
| Кетрин Вилоуз      | Марџ Хелгенбергер | цео циклус  |                          |
| Ворик Браун        | Гери Дурдан       | цео циклус  |                          |
| Николас Стоукс     | Џорџ Идс          | цео циклус  |                          |
| Сара Сајдл         | Џорџа Фокс        | епизоде 1-7 |                          |
| Грегори Сандерс    | Ерик Сзманда      | цео циклус  |                          |
| др. Алберт Робинс  | Роберт Дејвид Хол | цео циклус  |                          |
| Дејвид Хоџис       | Валас Ленхам      | цео циклус  |                          |
| Џејмс Брас         | Пол Гилфојл       | цео циклус  |                          |
| Софија Куртис      | Луиз Ломбард      |             | епизода 1                |
| Венди Симс         | Лиз Вејси         |             | епизоде 3-5,7-8          |
| др. Дејвид Филипс  | Дејвид Берман     |             | цео циклус               |
| Хенри Ендрус       | Џон Велнер        |             | епизоде 4-5,7-8,10,15-18 |

- 1. Мртва лутка (2)
- 2. По списку
- 3. Иди дођавола
- 4. Случај травастита зановетала
- 5. Риба,котлет,зврчка,продавница
- 6. Ко и шта
- 7. Збогом и срећно
- 8. Убијаш ме
- 9. Бубашвабе (1)
- 10. Лежећи доле с' псима (2)
- 11. Бик
- 12. Грисомова божанска комедија
- 13. Хиљаду дана на Земљи
- 14. Испадање
- 15. Теорија свега
- 16. Две и по смрти
- 17. За Геду (3)

## Циклус 9 (2008—2009)
| Лик                  | Глумац            | Главни        | Епизодни                |
| -------------------- | ----------------- | ------------- | ----------------------- |
| др. Гилберт Грисом   | Вилијам Питерсон  | епизоде 1-10  |                         |
| др. Рејмонд Ленгстон | Лоренс Фишберн    | епизоде 11-24 | епизоде 9-10            |
| Кетрин Вилоуз        | Марџ Хелгенбергер | цео циклус    |                         |
| Ворик Браун          | Гери Дурдан       | епизода 1     |                         |
| Николас Стоукс       | Џорџ Идс          | цео циклус    |                         |
| Грегори Сандерс      | Ерик Сзманда      | цео циклус    |                         |
| др. Алберт Робинс    | Роберт Дејвид Хол | цео циклус    |                         |
| Дејвид Хоџис         | Валас Ленхам      | цео циклус    |                         |
| Рајли Адамс          | Лорен Ли Смит     | епизоде 3-24  |                         |
| Џејмс Брас           | Пол Гилфојл       | цео циклус    |                         |
| Сара Сајдл           | Џорџа фокс        |               | епизоде 1-2,5,10        |
| Венди Симс           | Лиз Вејси         |               | епизоде 4-6,8-13,15-24, |
| др. Дејвид Филипс    | Дејвид Берман     |               | епизоде 1-17,19-24      |
| Хенри Ендрус         | Џон Велнер        |               | епизоде 3,5-6           |

- 1. За Ворика (4)
- 2. Срећно место
- 3. Уметност имитира живот
- 4. Нека крвари
- 5. Изостави цео остатак
- 6. Реци ујак
- 7. Да сам само...
- 8. Младић с' рогом
- 9.19 мртваца (1)
- 10. Један за одлазак (2)
- 11. Ноћна смена
- 12. Разоружано и опасо
- 13. Добро пржена и свежа нана
- 14. Побачај правде
- 15. Убиј ме ако можеш
- 16. Окрени,окрени,окрени
- 17. Нема шансе
- 18. Маскара
- 19. Силазак човека
- 20. Размакнута настраност
- 21. Да сам имао чекић
- 22. Отишао мртав
- 23. Граби рај
- 24. Улажем све

## Циклус 10 (2009—2010)
| Лик                  | Глумац            | Главни     | Епизодни                                  |
| -------------------- | ----------------- | ---------- | ----------------------------------------- |
| др. Рејмонд Ленгстон | Лоренс Фишберн    | цео циклус |                                           |
| Кетрин Вилоуз        | Марџ Хелгенбергер | цео циклус |                                           |
| Николас Стоукс       | Џорџ Идс          | цео циклус |                                           |
| Грегори Сандерс      | Ерик Сзманда      | цео циклус |                                           |
| др. Алберт Робинс    | Роберт Дејвид Хол | цео циклус |                                           |
| Дејвид Хоџис         | Валас Ленхам      | цео циклус |                                           |
| Венди Симс           | Лиз Вејси         | цео циклус |                                           |
| др. Дејвид Филипс    | Дејвид Берман     | цео циклус |                                           |
| Џејмс Брас           | Пол Гилфојл       | цео циклус |                                           |
| Сара Сајдл           | Џорџа фокс        |            | епизоде 1-2,4-5,8,10,12-15,17,19-20,22-23 |
| Хенри Ендрус         | Џон Велнер        |            | епизоде 1,9-12,,14,18,23                  |

- 1. Породична афера
- 2. Град духова
- 3. Радни крутови
- 4. Нокаут
- 5. Крвави спорт
- 6. Смрт и девојка
- 7. Изгубљене девојке -Срећан пут 3. део-
- 8.Љубавне траке
- 9. Приложено
- 10. Оћари смрт
- 11. Плави Син Сити
- 12. Друга лопта
- 13. Унутрашње спаљивање
- 14. Непотресено
- 15. Недођија
- 16.Њушкало гаћица
- 17. И радијатор
- 18. Поља мишева
- 19. Крај света
- 20. Узми ми живот,молим те
- 21. Изгубљено и нађени
- 22. Доктор Ху... (1)
- 23.... Упознаје Џекила (2)

## Циклус 11 (2010—2011)
| Лик                  | Глумац            | Главни     | Епизодни                           |
| -------------------- | ----------------- | ---------- | ---------------------------------- |
| др. Рејмонд Ленгстон | Лоренс Фишберн    | цео циклус |                                    |
| Кетрин Вилоуз        | Марџ Хелгенбергер | цео циклус |                                    |
| Николас Стоукс       | Џорџ Идс          | цео циклус |                                    |
| Сара Сајдл           | Џорџа фокс        | цео циклус |                                    |
| Грегори Сандерс      | Ерик Сзманда      | цео циклус |                                    |
| др. Алберт Робинс    | Роберт Дејвид Хол | цео циклус |                                    |
| Дејвид Хоџис         | Валас Ленхам      | цео циклус |                                    |
| др. Дејвид Филипс    | Дејвид Берман     | цео циклус |                                    |
| Џејмс Брас           | Пол Гилфојл       | цео циклус |                                    |
| др. Гилберт Грисом   | Вилијам Питерсон  |            | епизода 13                         |
| Софија Куртис        | Луиз Ломбард      |            | епизода 20                         |
| Венди Симс           | Лиз Вејси         |            | епизода 2                          |
| Морган Броди         | Елизабет Харноа   |            | епизода 20                         |
| Хенри Ендрус         | Џон Велнер        |            | епизоде 2,5-6,10,12,14,16,18,20,22 |

- 1. Ударни таласи
- 2. Базен с' ајкулама
- 3. Крвави месец
- 4. Кре
- 5. Хладно искварено
- 6. Кућа шкртица
- 7. Налети и самељи
- 8. Фректура
- 9. Дивљи живот
- 10.418/427
- 11. Играч више
- 12. Пољубац пре пржења
- 13. Две госпође Грисом
- 14. Сва та кремирања
- 15. Мете опсесије
- 16. Укључи,подеси,цркни
- 17. Листа
- 18. Ударац за круг
- 19. Отпочето
- 20. Младин отац (1)
- 21. Виолончело и збогом (2)
- 22. У мрачној,мрачној кући (3)

## Циклус 12 (2011—2012)
| Лик               | Глумац            | Главни        | Епизодни                    |
| ----------------- | ----------------- | ------------- | --------------------------- |
| Диебенкорн Расел  | Тед Денсон        | цео циклус    |                             |
| Кетрин Вилоуз     | Марџ Хелгенбергер | епизоде 1-12  |                             |
| Џули Финлеј       | Елизабет Шу       | епизоде 14-22 |                             |
| Николас Стоукс    | Џорџ Идс          | цео циклус    |                             |
| Сара Сајдл        | Џорџа фокс        | цео циклус    |                             |
| Грегори Сандерс   | Ерик Сзманда      | цео циклус    |                             |
| др. Алберт Робинс | Роберт Дејвид Хол | цео циклус    |                             |
| Дејвид Хоџис      | Валас Ленхам      | цео циклус    |                             |
| др. Дејвид Филипс | Дејвид Берман     | цео циклус    |                             |
| Морган Броди      | Елизабет Харноа   | цео циклус    |                             |
| Џејмс Брас        | Пол Гилфојл       | цео циклус    |                             |
| Хенри Ендрус      | Џон Велнер        |               | епизоде 3,5-6,8,10-12,14-21 |

- 1.73 секунде
- 2. Причам ти причу,срце
- 3. Слаткогорко
- 4. Кућни помоћник
- 5. ИМЗ-овац рањен
- 6. Наказе и штребери
- 7. Непознати мозак
- 8. Злочин после злочина
- 9. Рајсфершлуснуто
- 10. Генетски неред
- 11. Жалост госпође Вилоуз (1)
- 12. Вилоуз у ветру (2)
- 13. Обучен да убија
- 14. Видети црвено
- 15. Провала у кући
- 16. Искључени ИМЗ-овци
- 17. Трендови и користи
- 18. Мелиса у Земљи Чуда
- 19. Пљунуте одлуке
- 20. Измењеникочићи
- 21. Нанос песка и суморност
- 22. Долазак кући (1)

## Циклус 13 (2012—2013)
| Лик               | Глумац            | Главни     | Епизодни |
| ----------------- | ----------------- | ---------- | -------- |
| Диебенкорн Расел  | Тед Денсон        | цео циклус |          |
| Џули Финлеј       | Елизабет Шу       | цео циклус |          |
| Николас Стоукс    | Џорџ Идс          | цео циклус |          |
| Сара Сајдл        | Џорџа фокс        | цео циклус |          |
| Грегори Сандерс   | Ерик Сзманда      | цео циклус |          |
| др. Алберт Робинс | Роберт Дејвид Хол | цео циклус |          |
| Дејвид Хоџис      | Валас Ленхам      | цео циклус |          |
| др. Дејвид Филипс | Дејвид Берман     | цео циклус |          |
| Морган Броди      | Елизабет Харноа   | цео циклус |          |
| Хенри Ендрус      | Џон Велнер        | цео циклус |          |
| Џејмс Брас        | Пол Гилфојл       | цео циклус |          |

- 1. Лоша карма (2)
- 2. Код:Специјал плави тањир
- 3. Дивљи цвет
- 4. Била је врло добра година
- 5. Играј мртав
- 6. Одабери и котрљај
- 7. Пали анђели
- 8. ИМЗ у ватри
- 9. Тешко повређени стрипер
- 10. Час ризичног посла
- 11. Мртав ваздух
- 12. Дупла кривица
- 13. У вину истине
- 14. Изгнанство
- 15. Не заборави ме
- 16. Последња преживела гине
- 17. Смрт у одељењу
- 18. Заштићен
- 19. Резервно пуцање
- 20. Неустрашив
- 21. Духови прошлости
- 22. Кожа у игри (1)

## Циклус 14 (2013—2014)
| Лик               | Глумац            | Главни     | Епизодни  |
| ----------------- | ----------------- | ---------- | --------- |
| Диебенкорн Расел  | Тед Денсон        | цео циклус |           |
| Џули Финлеј       | Елизабет Шу       | цео циклус |           |
| Николас Стоукс    | Џорџ Идс          | цео циклус |           |
| Сара Сајдл        | Џорџа фокс        | цео циклус |           |
| Грегори Сандерс   | Ерик Сзманда      | цео циклус |           |
| др. Алберт Робинс | Роберт Дејвид Хол | цео циклус |           |
| Дејвид Хоџис      | Валас Ленхам      | цео циклус |           |
| др. Дејвид Филипс | Дејвид Берман     | цео циклус |           |
| Морган Броди      | Елизабет Харноа   | цео циклус |           |
| Хенри Ендрус      | Џон Велнер        | цео циклус |           |
| Џејмс Брас        | Пол Гилфојл       | цео циклус |           |
| Кетрин Вилоуз     | Марџ Хелгенбергер |            | епизода 5 |

- 1.Ђаво и Ди Би Расел (2)
- 2. Узми новац и беши
- 3. Песма бакље
- 4. Последња вечера
- 5. Оквир по оквир
- 6. Прошли пијун
- 7. Под облаком
- 8. Беспомоћни
- 9. Пријави се и одјави се
- 10. Девојке нестају дивље
- 11. Изгубљени ирвас
- 12. Смири се и искулирај
- 13. Бостонски ломови
- 14. Место мртвих
- 15.Љубав на продају
- 16. Убицини потези
- 17. Кућа на дугом путу
- 18. Непозвани
- 19. Пали
- 20. Конзумирати
- 21. Маче
- 22. Смрт у његовим корацима

## Циклус 15 (2014—2015)
| Лик               | Глумац            | Главни     | Епизодни |
| ----------------- | ----------------- | ---------- | -------- |
| Диебенкорн Расел  | Тед Денсон        | цео циклус |          |
| Џули Финлеј       | Елизабет Шу       | цео циклус |          |
| Николас Стоукс    | Џорџ Идс          | цео циклус |          |
| Сара Сајдл        | Џорџа фокс        | цео циклус |          |
| Грегори Сандерс   | Ерик Сзманда      | цео циклус |          |
| др. Алберт Робинс | Роберт Дејвид Хол | цео циклус |          |
| Дејвид Хоџис      | Валас Ленхам      | цео циклус |          |
| др. Дејвид Филипс | Дејвид Берман     | цео циклус |          |
| Морган Броди      | Елизабет Харноа   | цео циклус |          |
| Хенри Ендрус      | Џон Велнер        | цео циклус |          |

- 1. Ефекта ИМЗ-а
- 2. Убиство зуји
- 3. Лоша крв
- 4. Књига сенки
- 5. Девојке нестају још дивље
- 6. Близаначки парадокс
- 7. Пут ка опоравку
- 8. Гумено убиство
- 9. Склопимо договор
- 10. Смртоносне шине
- 11. Угао напада
- 12. Смртоносна шума
- 13. Велико добро
- 14. Трговци опасности
- 15. Херој на нули
- 16. Последња вожња
- 17. Под мојом кожом
- 18. Крај игре